# Acciaierie di Piombino
Acciaierie di Piombino S.p.A., è stata un'azienda italiana che operava nel settore della metallurgia e della siderurgia. Faceva parte del gruppo IRI-Finsider con stabilimenti a San Giovanni Valdarno, Piombino e Marghera.

## Storia
Fondata il 20 febbraio 1963 come Società Ferrotaie S.p.A., consociata in Italsider S.p.A e controllata da IRI/Finsider, nel 1971 diventa Acciaierie di Piombino con sede a Piombino. Nel 1984 viene fusa in Deltasider S.p.A.